# Bilstaden
Bilstaden  (engelska: Wheels) är en amerikansk TV-serie i fem delar från 1978.
Serien är baserad på Arthur Haileys roman med samma namn. Den hade svensk premiär på SVT i februari 1980.

## Handling
Bilstaden följer Adam Trenton, chef för produktutvecklingen hos en icke namngiven biltillverkare, hans hustru och medarbetarna på företaget. Historien har många likheter med John DeLoreans karriär hos General Motors.

## Rollista i urval
- Rock Hudson - Adam Trenton
- Lee Remick - Erica Trenton
- Blair Brown - Barbara Lipton
- John Beck - Peter Flodenhale
- Ralph Bellamy - Lowell Baxter
- Lisa Eilbacher - Jodi Horton
- Anthony Franciosa - Smokey Stevenson
- Gerald S. O'Loughlin - Rusty Horton
- Allan Rich - polisdetektiv Waggoner
- Jessica Walter - Ursula
- Fred Williamson - Leonard Wingate